# 芦見村
芦見村（あしみむら）は福井県大野郡にあった村。現在の福井市の東部、越美北線・越前薬師駅の北方の山間部にあたる。

## 地理
- 山岳 ： 剣ヶ岳

## 歴史
- 1889年（明治22年）4月1日 - 町村制の施行により、大野郡皿谷村、所谷村、西中村、大谷村、籠谷村及び吉山村の区域をもって、大野郡芦見村が発足する。
- 1955年（昭和30年）2月11日 - 大野郡芦見村、羽生村、上味見村、下味見村、足羽郡上宇坂村及び下宇坂村が合併して、足羽郡美山村が発足する。